# Großkundgebung am 18. März 2022 in Moskau

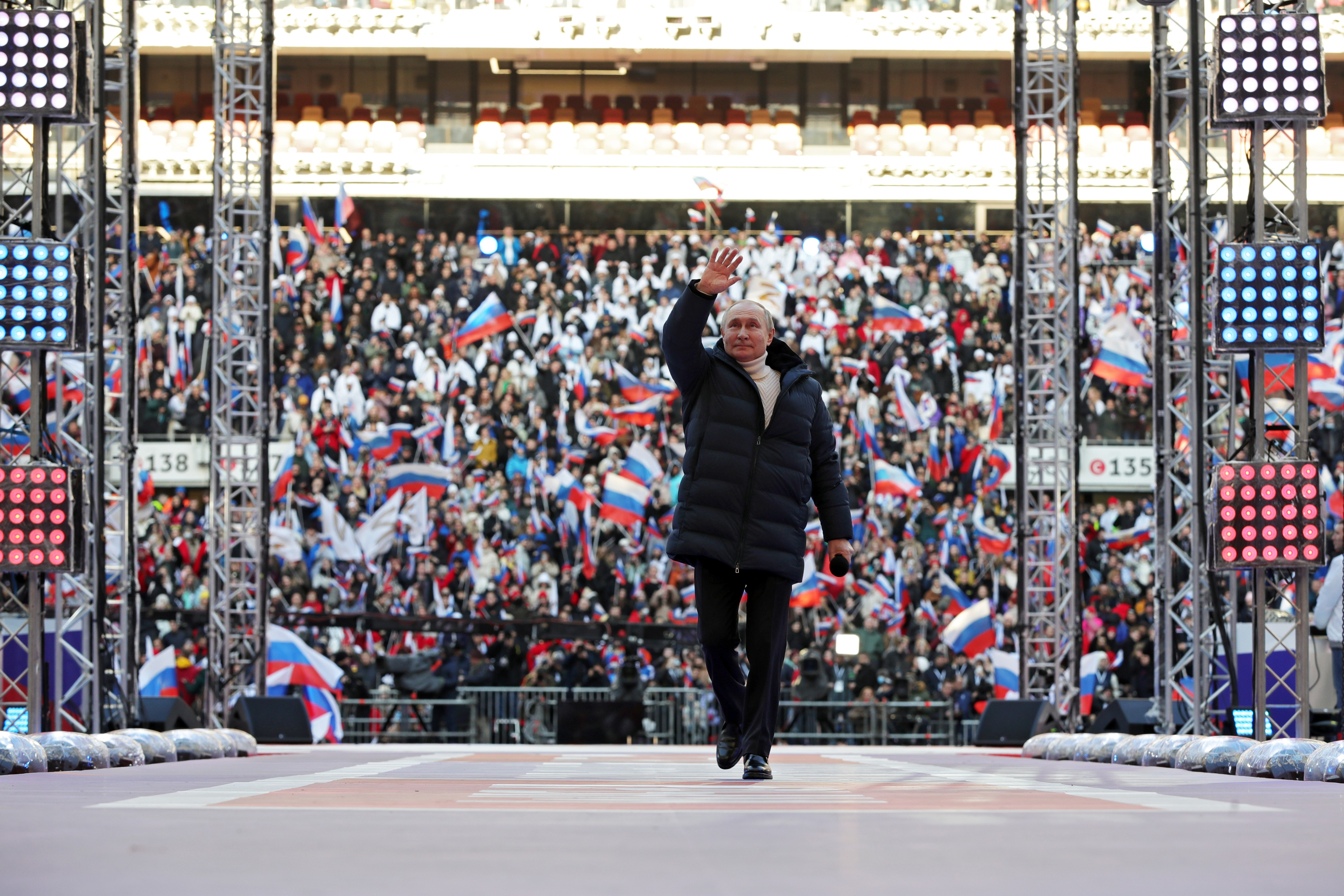

Bei der Großkundgebung am 18. März 2022 in Moskau, am achten Jahrestag der Annexion der Krim, verteidigte der russische Präsident Wladimir Putin in einer Rede im vollbesetzten Olympiastadion Luschniki den russischen Überfall auf die Ukraine.

## Rede Putins
Nach offiziellen Angaben sollen sich über 200.000 Menschen im und vor dem Stadion aufgehalten haben.  Nach Auftritten von russischen Musikern, Sportlern und Politikern zeigte sich Wladimir Putin auf einer Bühne in der Mitte des Stadions zum ersten Mal seit dem Beginn des russischen Überfalls auf die Ukraine der Öffentlichkeit.
Putin forderte in seiner etwa fünfminütigen Rede alle Russinnen und Russen zur Einheit auf. Mit den Worten „Schulter an Schulter helfen sie einander, sie beschützen sich gegenseitig. Und wenn es sein muss, schützen sie ihre Kameraden wie den eigenen Bruder mit ihrem Körper vor den Kugeln.“ und „Es gibt keine größere Liebe, als seine Seele für seine Freunde hinzugeben.“ pries er den Einsatz der russischen Soldaten. Als Begründung für den Überfall auf die Ukraine gab Putin einen vermeintlichen „Genozid an ethnischen Russen“ im Donbas an.
Bei der Übertragung im russischen Staatsfernsehen kam es kurz nach dem Beginn der Rede zu einem mehrere Minuten dauernden Abbruch, der von einem Kremlsprecher mit technischen Problemen erklärt wurde. Die ungewöhnliche Panne bei der Übertragung in den russischen Staatsmedien warf in und außerhalb Russlands Fragen auf.

## Reaktionen
Der ukrainische Präsident Wolodymyr Selenskyj reagierte auf die Großkundgebung mit einem Zahlenvergleich. Die Zahl der Menschen im und vor dem Stadion entspreche etwa der Zahl der in die Ukraine eingefallenen russischen Soldaten. Die russischen Verluste ließen sich demgegenüber mit 14.000 Leichen und Zehntausenden Verwundeten im Stadion veranschaulichen. Selenskyj wiederholte als Schlussfolgerung seine Forderung nach einem sofortigen Ende der Kampfhandlungen.
Der Auftritt der neun russischen Sportler Jewgeni Rylow, Arina Awerina, Dina Awerina, Jewgenija Tarassowa, Wladimir Morosow, Wiktorija Sinizina, Nikita Kazalapow, Wiktorija Listunowa und Alexander Bolschunow stieß international auf Ablehnung und Unverständnis. Der internationale Schwimmverband FINA sperrte Rylow als Reaktion auf seinen Auftritt bei der Kundgebung für neun Monate.

## Trivia
- Bei der Großkundgebung waren auch Teile der Jugendarmee Russlands anwesend.[12]